# Carly Gullickson
Carly Gullickson (née le 26 novembre 1986) est une joueuse de tennis américaine, professionnelle depuis 2003.
Elle a gagné deux titres en double dames sur le circuit WTA à ce jour.
En 2009, elle a remporté l'US Open en double mixte aux côtés de son compatriote Travis Parrott.
Elle est la fille de l'ancien joueur de baseball professionnel Bill Gullickson.

## Palmarès

### Titres en double dames
| No | Date       | Nom et lieu du tournoi | Catégorie | Dotation  | Surface         | Partenaire           | Finalistes                  | Score    |          |
| -- | ---------- | ---------------------- | --------- | --------- | --------------- | -------------------- | --------------------------- | -------- | -------- |
| 1  | 01-11-2004 | Challenge Bell Québec  | Tier III  | 170 000 $ | Moquette (int.) | María Emilia Salerni | Els Callens Samantha Stosur | 7-5, 7-5 | Parcours |
| 2  | 30-10-2006 | Challenge Bell Québec  | Tier III  | 175 000 $ | Moquette (int.) | Laura Granville      | Jill Craybas Alina Jidkova  | 6-3, 6-4 | Parcours |

### Finale en double dames
| No | Date       | Nom et lieu du tournoi  | Catégorie | Dotation  | Surface    | Vainqueures                  | Partenaire  | Score    |          |
| -- | ---------- | ----------------------- | --------- | --------- | ---------- | ---------------------------- | ----------- | -------- | -------- |
| 1  | 21-09-2009 | Hansol Korea Open Séoul | Intern'l  | 220 000 $ | Dur (ext.) | Chan Yung-Jan Abigail Spears | Nicole Kriz | 6-3, 6-4 | Parcours |

### Titre en double mixte
| No | Date       | Nom et lieu du tournoi   | Catégorie | Dotation    | Surface    | Partenaire     | Finalistes              | Score    |          |
| -- | ---------- | ------------------------ | --------- | ----------- | ---------- | -------------- | ----------------------- | -------- | -------- |
| 1  | 31-08-2009 | US Open Flushing Meadows | G. Chelem | 9 756 000 $ | Dur (ext.) | Travis Parrott | Cara Black Leander Paes | 6-2, 6-4 | Parcours |

## Parcours en Grand Chelem

### En simple dames
| Année | Open d'Australie | Open d'Australie | Internationaux de France | Internationaux de France | Wimbledon       | Wimbledon         | US Open         | US Open       |
| ----- | ---------------- | ---------------- | ------------------------ | ------------------------ | --------------- | ----------------- | --------------- | ------------- |
| 2003  | -                | -                | -                        | -                        | 1er tour (1/64) | Iroda Tulyaganova | 1er tour (1/64) | Dinara Safina |
| 2005  | -                | -                | -                        | -                        | -               | -                 | 1er tour (1/64) | Amy Frazier   |
| 2009  | -                | -                | 1er tour (1/64)          | Sorana Cîrstea           | -               | -                 | 1er tour (1/64) | Jill Craybas  |

À droite du résultat, l’ultime adversaire.

### En double dames
| Année | Open d'Australie              | Open d'Australie           | Internationaux de France      | Internationaux de France    | Wimbledon                    | Wimbledon               | US Open                      | US Open                    |
| ----- | ----------------------------- | -------------------------- | ----------------------------- | --------------------------- | ---------------------------- | ----------------------- | ---------------------------- | -------------------------- |
| 2003  | -                             | -                          | -                             | -                           | -                            | -                       | 2e tour (1/16) Sarah Taylor  | Tina Križan K. Srebotnik   |
| 2005  | -                             | -                          | -                             | -                           | -                            | -                       | 1er tour (1/32) L. Granville | Jill Craybas Meilen Tu     |
| 2006  | -                             | -                          | 1er tour (1/32) B. Stewart    | Yan Zi Zheng Jie            | 2e tour (1/16) B. Stewart    | Likhovtseva A. Myskina  | 2e tour (1/16) L. Granville  | Maret Ani Meilen Tu        |
| 2007  | 1er tour (1/32) L. Granville  | M. Camerin Gisela Dulko    | -                             | -                           | -                            | -                       | -                            | -                          |
| 2008  | -                             | -                          | -                             | -                           | 2e tour (1/16) V. Uhlířová   | C. Castaño Kaia Kanepi  | 3e tour (1/8) Julie Ditty    | Cara Black Liezel Huber    |
| 2009  | 1er tour (1/32) Julie Ditty   | S. Cîrstea M. Niculescu    | 2e tour (1/16) Jill Craybas   | M. Kirilenko F. Pennetta    | 1er tour (1/32) Jill Craybas | Chuang C.J. Sania Mirza | 3e tour (1/8) Alexa Glatch   | M. Kirilenko Elena Vesnina |
| 2010  | 2e tour (1/16) V. Uhlířová    | Cara Black Liezel Huber    | 1er tour (1/32) Polona Hercog | A. Bondarenko K. Bondarenko | -                            | -                       | 2e tour (1/16) C. Gullickson | Květa Peschke K. Srebotnik |
| 2011  | 1er tour (1/32) Melanie Oudin | J. Gajdošová K. Zakopalová | -                             | -                           | -                            | -                       | -                            | -                          |

Sous le résultat, la partenaire ; à droite, l’ultime équipe adverse.

### En double mixte
| Année | Open d'Australie              | Open d'Australie          | Internationaux de France | Internationaux de France | Wimbledon | Wimbledon | US Open                    | US Open                   |
| ----- | ----------------------------- | ------------------------- | ------------------------ | ------------------------ | --------- | --------- | -------------------------- | ------------------------- |
| 2009  | -                             | -                         | -                        | -                        | -         | -         | Victoire T. Parrott        | Cara Black Leander Paes   |
| 2010  | 1er tour (1/16) Bernard Tomic | Amanmuradova Rik De Voest | -                        | -                        | -         | -         | 1er tour (1/16) T. Parrott | Gisela Dulko Pablo Cuevas |

Sous le résultat, le partenaire ; à droite, l’ultime équipe adverse.

## Parcours en «Premier Mandatory» et «Premier 5»
Découlant d'une réforme du circuit WTA inaugurée en 2009, les tournois WTA « Premier Mandatory » et « Premier 5 » constituent les catégories d'épreuves les plus prestigieuses, après les quatre levées du Grand Chelem.

### En double dames
N.B. : le nom de la partenaire se trouve sous le résultat ; le nom des ultimes adversaires se trouve à droite.

## Classements WTA en fin de saison

### En simple
| Année | 2002 | 2003 | 2004 | 2005 | 2006 | 2007 | 2008 | 2009 | 2010 |
| Rang  | 718  | 227  | 398  | 199  | 202  | 413  | 155  | 169  | 352  |

Source : (en) « Classements de Carly Gullickson », sur le site officiel du WTA Tour

### En double
| Année | 2004 | 2005 | 2006 | 2007 | 2008 | 2009 | 2010 | 2011 | 2012 |
| Rang  | 145  | 88   | 61   | 234  | 87   | 74   | 85   | 540  | 700  |

Source : (en) « Classements de Carly Gullickson », sur le site officiel du WTA Tour